# Списак лингвиста
Списак лингвиста.
|  |  |  |  |  |  |  |  |  |  |  |  |  |  |  |  |  |  |  |  |  |  |  |  |  |  |  |  |  |  |

_

## Б
- Јешуа Бар-Хилел (Yehoshua Bar-Hillel, 1915—1975) израелски
- Емон Бах (Emmon Bach, 1929-) амерички
- Чарлс Бали (Charles Bally, 1865—1947) француски
- Калми Барух (Kalmi Baruh/Baruch, 1896—1945) босански
- Карл Билер (Karl Bühler, 1879—1963) немачки
- Вилхелм Блек (Wilhelm Bleek, 1827—1875) немачки
- Леонард Блумфилд (Leonard Bloomfield, 1887—1949) амерички
- Франц Боас (Franz Boas, 1858—1942) амерички
- Двајт Болинџер (Dwight Bolinger, 1907—1992) амерички
- Франц Боп (Franz Bopp, 1791—1867) немачки
- Вилхелм Брауне (Wilhelm Braune, 1850—1926) немачки
- Микал Брођ (Michael Brody) мађарски/британски
- Карл Бругман (Karl Brugmann, 1849—1919) немачки

## В
- Теун А. Ван Дијк (Teun A. Van Dijk)
- Мајкл Вентрис (Michael Ventris, 1922—1956) британски
- Карл Вернер (Karl Verner, 1846—1896) дански
- Жан-Роже Верњо (Jean-Roger Vergnaud) француски
- Дитрих Вестерман (Diedrich Westermann, 1875—1956) немачки
- Ернст Освалд Јоханес Вестфал (Ernst Oswald Johannes Westphal, 1919—1990)
- Николас Вилијамс (Nicholas Williams, 1943-) Specialist in Irish and Cornish
- Ана Вјежбицка (Anna Wierzbicka, 1938-) пољски (originator of the Natural Semantic Metalanguage Theory)
- Бенџамин Ли Ворф (Benjamin Lee Whorf, 1897—1941) амерички

## Г
- Џералд Газдар (Gerald Gazdar, 1950-) британски
- Адела Голдберг (лингвистикиња) (Adele Goldberg)
- Пол Грајс (Херберт) (Paul Grice, 1913—1988) британски
- Јакоб Грим (Jakob Grimm, 1785—1863) немачки
- Сидни Гринбаум (Sidney Greenbaum, 1929—1996) британски
- Џозеф Х. Гринберг (Joseph H. Greenberg, 1914—2001) амерички

## Д
- Анђела Даунинг (Ángela Downing)
- Доналд Дејвидсон (Donald Davidson, 1917-) амерички
- Бертолд Делбрик (Berthold Delbrück, 1842—1922) немачки
- Клемент Мартин Док (Clement Martyn Doke, 1893—1980) јужноафрички

## Е
- Умберто Еко (Umberto Eco, 1932-) италијански

## З
- Лудвик Лазар Заменхоф (L. L. Zamenhof, 1859—1917) пољски (creator of the constructed language Esperanto)

## И
- Павле Ивић (1924—1999) српски
- Виктор Ингви (Victor Yngve, 1920-) амерички

## Ј
- Роман Јакобсон (1896—1982) руски
- Ото Јесперсен (Otto Jespersen, 1860—1943) дански

## К
- Моника Кантеро (Monica Cantero)
- Вук Стефановић Караџић (1787—1864) српски
- Рудолф Карнап (Rudolf Carnap, 1891—1970) немачки
- Рандолф Кверк (Randolph Quirk) британски
- Пол Кипарски (Paul Kiparsky, 1941-) амерички
- Иван Клајн српски
- Питер В. Куликовер (Peter W. Culicover) амерички
- Хенри Куцера (Henry Kucera, 1925-) мађарски

## Л
- Вилијам Лабов (William Labov, 1927-) амерички (founder of sociolinguistics)
- Џорџ Лејкоф (George Lakoff) амерички
- Сидни Лем (Sidney Lamb, 1929-) амерички
- Карл Ричард Лепсијус (Carl Richard Lepsius, 1810—1884) немачки
- Август Лескин (August Leskien, 1840—1916) немачки
- Филип Лок (Philip Locke)
- Фред Лукоф (Fred Lukoff, 1920—2000) амерички (Korean language)

## М
- Карл Мајнхоф (Carl Meinhof, 1857—1944) немачки
- Питер Метјуз (Peter Matthews) британски
- Франц Миклошич (Franc Miklošič, 1813—1891) словеначки
- Александар Младеновић (1930—2010) српски
- Ричард Монтагју (Richard Montague, 1930—1971) амерички

|  |  |  |  |  |  |  |  |  |  |  |  |  |  |  |  |  |  |  |  |  |  |  |  |  |  |  |  |  |  |

## О
- Џон Лангшоу Остин (John Langshaw Austin) (1911—1960) британски
- Херман Остоф (Hermann Osthoff, 1847—1909) немачки
- Карел Оштир (Karel Oštir, 1888—1973) словеначки

## П
- Кенет Л. Пајк (Kenneth L. Pike, 1912—2000) амерички
- Панини (some time between the 7th and 4th centuries BCE) индијски
- Херман Паул (Hermann Paul, 1864—1940) немачки
- Холгер Педерсен (Holger Pedersen, 1867—1953) дански
- Драгољуб Петровић, српски
- Митар Пешикан, српски
- Пол Постал (Paul Postal, 1936-) амерички
- Џефри Пулум (Geoffrey Pullum, 1945-) британски/амерички

## Р
- Франц Рамовш (Fran Ramovš, 1890—1952) словеначки
- Расмус Кристијан Раск (Rasmus Christian Rask, 1787—1832) дански
- Слободан Реметић (1945-) српски
- Луиђи Рици (Luigi Rizzi, 1952-) италијански
- Ијан Робертс (Ian Roberts, 1957-) британски
- Ален Рувер (Alain Rouveret) француски

## С
- Иван Саг (Ivan Sag) амерички
- Џефри Сампсон (Geoffrey Sampson, 1944-) британски
- Едвард Сапир (Edward Sapir, 1884—1939) амерички
- Вилијам Сафир (William Safire, 1929-) амерички (editor of a New York Times column on language and linguistics)
- Морис Свадеш (Morris Swadesh) амерички
- Сибавајхи (Sibawayh(i), d. 793) ирански
- Едвард Сиверс (Eduard Sievers, 1850—1932) немачки
- Џон Серл (John Searle, 1932-) амерички
- Фердинанд де Сосир (Ferdinand de Saussure, 1857—1913) швајцарски
- Рада Стијовић (1954- ) српски
- Светозар Стијовић (1939—2000) српски
- Такао Сузуки (Takao Suzuki) јапански

## Т
- Дебора Танен (Deborah Tannen, 1915-) амерички
- Џули Тате (Julee Tate)
- Јоже Топоришич (Jože Toporišič 1926-) словеначки
- Лари Траск (Larry Trask, 1944—2004) амерички
- Николај Сергејевич Трубецки (Nikolai Sergeevich Trubetzkoy, 1890—1938) руски

## Ћ
- Драго Ћупић српски

## Ф
- Чарлс Филмор (Charles J. Fillmore, 1929-) амерички

## Х
- Ричард Хадсон (Richard Hudson, 1939-) британски
- Семјуел Ичије Хајакава (S. I. Hayakawa|Samuel Ichiye Hayakawa, 1906—1992) амерички
- Морис Хале (Morris Halle, 1923-) амерички
- Мајкл Халидеј (Michael Halliday, 1925-) британски/Australian
- Зелиг Харис (Zellig Harris, 1909—1992) амерички
- Кенет Л. Хејл (Kenneth L. Hale, 1934—2001) амерички
- Луис Хјелмслев (Louis Hjelmslev, 1899—1965) дански
- Чарлс Ф. Хокет (Charles F. Hockett, 1914—2000) амерички
- Вилхелм фон Хумболт (Wilhelm von Humboldt, 1787—1835) немачки

## Ц
- Гилад Цукерман (Ghil'ad Zuckermann, 1971-) израелски италијански британски аустралијски

## Ч
- Гуљелмо Чинкве (Guglielmo Cinque, 1948-) италијански
- Ноам Чомски (Noam Chomsky, 1928-) амерички
- Абдусамет Јигит (Abdusamet Yigit, 1978- ),(Курдистан), Морфологија, фонологија, курдски језик

## Џ
- Реј Џекендоф (Ray Jackendoff, 1945-) амерички
- Данијел Џонс (Daniel Jones, 1881—1967) британски
- Вилијам Џонс (William Jones (philologist)|Sir William Jones, 1746—1794) британски

## Ш
- Жан-Франсоа Шамполион (Jean-François Champollion, 1790—1832) француски
- Август Шлајхер (August Schleicher, 1821—1868) немачки
- Јохан Шмит (лингвист) (Johannes Schmidt, 1843—1901) немачки

|  |  |  |  |  |  |  |  |  |  |  |  |  |  |  |  |  |  |  |  |  |  |  |  |  |  |  |  |  |  |